# Файзуллин, Ильшат Галимзянович
Ильша́т Галимзя́нович Файзу́ллин (тат. Илшат Галимҗан улы Фәйзуллин; 5 марта 1973, Осинники, Кемеровская область) — советский и российский футболист, нападающий. Тренер.

## Биография
Родился в татарской семье. До футбола занимался также хоккеем с мячом. До московской ЭШВСМ занимался футболом в Осинниках. Воспитанник детско-юношеской спортивной школы ФШМ (тренер Владимир Сергеевич Бобков). По окончании школы-интерната был приглашён в ЦСКА.
Первый матч за армейцев в высшей лиге сыграл в 1991 году в чемпионский для команды сезон. В составе ЦСКА отыграл 4 сезона в чемпионатах России, проведя 100 матчей и забив 25 голов.
В июле 1995 года уехал играть в Испанию в клуб «Расинг», заключивший с футболистом контракт на 3 года.
Я вообще не собирался никуда уезжать! Мне и в ЦСКА было неплохо. Мы шли в 1995-м на втором месте, отставали на три очка от «Алании». Приехали тренеры «Расинга» на наш матч смотреть на другого игрока, а я забил два гола. Они передумали и решили приобрести меня. Мне предлагали контракт на целых пять лет, а мне двадцать два года, только ребенок родился, в ЦСКА играл на ведущих ролях. Как уговорили? Поменяли срок контракта на три года.
Через два года был отдан в аренду в «Вильярреал», игравший во втором по силе дивизионе испанского первенства, а позже — в португальскую «Алверку». В августе 1999, когда контракт с «Расингом» ещё оставался действующим в течение года, клуб и игрок по взаимной договорённости расторгли его, и Файзуллин на правах свободного агента, не сумев договориться с руководством ЦСКА об условиях, перешёл в португальский «Фаренсе». В команде происходила частая смена руководства (за сезон сменились 3 тренера), и Файзуллин почти не играл. В январе 2001 года подписал контракт на 1,5 года с турецким «Алтаем». Однако и в этой команде Файзуллин почти не играл. В сентябре того же года он вновь вернулся в испанский чемпионат, в клуб второго дивизиона «Хетафе».
Летом 2001 года поступила информация о возможном возвращении Файзуллина в Россию. В числе возможных клубов для продолжения карьеры назывался новороссийский «Черноморец». В марте 2002 года Файзуллин подписал двухлетний контракт с санкт-петербургским «Динамо» и одно время даже являлся лучшим бомбардиром первого дивизиона, но уже в середине сезона у руководства возникли претензии к игроку, и контракт был расторгнут; Файзуллин очутился рангом ниже, в липецком «Металлурге». Последней командой, за которую выступал Файзуллин в России, был подмосковный клуб «Видное».
Провёл одну игру за сборную России в 1993 году, выйдя на замену в товарищеском матче со сборной Франции (1:3), а также две игры за олимпийскую сборную.

Быстрый, манёвренный, отличался хорошей техникой владения мячом и поставленным ударом. Владел оригинальными обманными движениями и резким стартовым рывком.—  Энциклопедия «Российский футбол за 100 лет». Октябрь 1997 года.
Позже тренировал детей в детско-юношеской футбольной школе при клубе «Кайон» из одноимённого городка на севере Испании. В 2010—2013 годах являлся спортивным директором футбольной школы московского «Локомотива».

## Достижения
- Чемпион СССР: 1991
- В списке 33 лучших футболистов России: № 2: 1992 и 1993

## Семья
Женат, есть сын.